# Thalictrum foliolosum
Thalictrum foliolosum là một loài thực vật có hoa trong họ Mao lương. Loài này được DC. miêu tả khoa học đầu tiên năm 1817.